# Synagoga v Hustopečích
Synagoga v Hustopečích je dnes již neexistující židovská svatyně přestavěná v roce 1880 ze starší budovy. Nacházela se v Mrštíkově ulici jako č.p. 7, asi 100 m od Dukelského náměstí.
Za okupace ji nacisté využívali jako technický sklad. V roce 1952 byla přestavěna na stolařskou dílnu, poté nebyla dlouho využívána. Po sametové revoluci již tak dost zanedbaná budova nadále chátrala, takže ji její poslední majitel nechal roku 2010 zbourat.

## Osud židovské obce
Hustopečská židovská komunita přestala fakticky existovat v roce 1940. Zrušení zdejší židovské obce nacisty a následná smrt jejího jediného rabína Isidora Böcka v  terezínském koncentračním táboře znamenal i její definitivní zánik. Většina zdejších Židů se během války stala obětí holokaustu, a tak již nebyla zdejší židovská obec po roce 1945 obnovena a její majetek připadl městu.